# Клинац (репер)
Ђорђе Чаркић (Београд, 6. јануар 2001), познатији под псеудонимом Клинац, јесте српски репер, текстописац и продуцент. Оснивач је издавачке куће Аполо (енгл. Apollo).
Свој први ЕП Пре ноћи објавио је 2018. у продукцији Басивити диџитала, а после годину дана и дебитантски албум У ноћи за Ај-Ди-Џеј тјунс. Потоња кућа је 2020. издала и његов други студијски албум Приоритети.

## Биографија
Одрастао је у бањалучком насељу  Старчевици, у Републици Српској, Босна и Херцеговина. Родитељи су му се бавили музиком; отац Арсен је пијаниста, диригент, извођач и редовни професор на Катедри за клавир и хармонику Академије уметности у Бањој Луци.
Музиком се почео бавити у раном детињству. Одмалена је свирао клавир. Прве композиције је направио у програму за писање нота, а прве битове на апликацији за Сони Ериксон. Од 6. разреда основне школе почео је снимати на микрофону програма скајп. Професионалну каријеру је започео 2017. године када је издао микстејп Облаци (неке од песама с тог микстејпа су: Облаци II, Црноцрвена, Дисфункција, Трон, План и Ћути). Та издавачка кућа, која је окупљала многе бањалучке репере, основана је 11. фебруара 2017, а Чаркић је био један од оснивача. Након распада Десетке на аса избрисане су многе Чаркићеве песме које су претходно биле доступне на јутјубу.
Дана 6. октобра 2018. Чаркић је објавио први ЕП Пре ноћи у продукцији Басивити диџитала. На ЕП-у су се налазиле песме: Предигра, Луд, Свеж и Неповрат. Чаркић је 2019. основао издавачку кућу Аполо, превазивши Десетку на аса.
Први студијски албум У ноћи издао је 6. јануара 2019. у продукцији Ај-Ди-Џеј тјунса. Албум садржи песме: У сумрак, Тишина, Светла, Молитва, Beli Weeknd, Корак испред, Казино и Медаља.
Чаркић је најавио свој други студијски албум песмом Правила, коју је објавио 28. новембра 2019. године. Албум, под називом Приоритети, изашао је 6. јануара 2020. и на њему се налази осам песама — Сам, Отров, Синоћ, Tourlife, Tourlife 2, Све ок, Киша и Трофеји.
Трећи студијски албум, а први који је потписао са Ђорђе изашао је 6. јануара 2023. Албум је издат са Басивити диџитал продукцијом и на њему се налази једанаест песама — Бољи лош, Каин, Поноћ = Подне / Није ми проблем, Зови Адвоката, Трауме, Блоцка Интерлуде, Љубав није за мене, Dylan Blue, Мида, Johnny Cash, Борба.

## Дискографија

### Албуми и EП-ови
| №               | Назив                        | Трајање |  |
| 1.              | Луд (ft. ; 2018)               | 2:25    |  |
| 2.              | Предигра (2018)              | 2:34    |  |
| 3.              | Неповрат (ft. Лил Скуби; 2018) | 3:14    |  |
| 4.              | Свеж (. и ; 2018)            | 3:12    |  |
| Укупно трајање: | Укупно трајање:              | 11:25   |  |

| №               | Назив                       | Трајање |  |
| 1.              | У сумрак (2019)             | 1:42    |  |
| 2.              | Тишина (ft. Албино; 2019)     | 2:18    |  |
| 3.              | Светла (2019)               | 0:55    |  |
| 4.              | Молитва (2019)              | 3:13    |  |
| 5.              | (2019)                      | 2:04    |  |
| 6.              | Корак испред (ft. Елон; 2019) | 1:37    |  |
| 7.              | Казино (. и ; 2019)         | 3:05    |  |
| 8.              | Медаља (2019)               | 2:10    |  |
| Укупно трајање: | Укупно трајање:             | 17:04   |  |

| №               | Назив           | Трајање |  |
| 1.              | Сам             | 2:35    |  |
| 2.              | Отров           | 2:52    |  |
| 3.              | Синоћ           | 2:49    |  |
| 4.              | Tourlife        | 2:06    |  |
| 5.              | Tourlife 2      | 2:22    |  |
| 6.              | Све ок          | 2:19    |  |
| 7.              | Киша            | 3:46    |  |
| 8.              | Трофеји         | 2:31    |  |
| Укупно трајање: | Укупно трајање: | 20:02   |  |

| №               | Назив                           | Трајање |  |
| 1.              | Бољи лош                        | 2:15    |  |
| 2.              | Каин                            | 2:05    |  |
| 3.              | Поноћ = Подне / Није ми проблем | 2:58    |  |
| 4.              | Зови адвоката                   | 1:31    |  |
| 5.              | Трауме                          | 2:16    |  |
| 6.              | Блоцка Интерлуде                | 0:55    |  |
| 7.              | Љубав није за мене              | 3:22    |  |
| 8.              | Борба (ft. Клинац)                | 2:27    |  |
| Укупно трајање: | Укупно трајање:                 | 22:00   |  |

### Синглови
- 7 дана (2018)
- Могу да се навикнем (с Баскјатом; 2019)
- Ти живиш за бол (с Данзом; 2019)
- Немам мира (2019)
- Луцифер (с Богијем; 2019)
- Правила (2019)
- Нова лова (с Јангкуловским; 2019)
- Правила (2019)
- 95 (с Хиљсоном Манделом; 2019)